# Замовник
Замо́вник — фізична чи юридична особа, розпорядник грошових коштів, який замовляє певні товари, роботи чи послуги (цінності), або подає заявку про придбання чи замовлення товарів, робіт чи послуг (цінностей) у майбутньому.
При роботі з давальницькою сировиною замовником є особа, яка надає цю сировину для виготовлення готової продукції. Замовник має право перевіряти та контролювати якість проданого йому товару, наданих послуг, контролювати хід робіт, що виконуються на його замовлення. В цілому ж стосунки між замовником і продавцями товарів, надавачами послуг та виконавцями робіт регулюються законодавством та умовами укладених між ними договорів.
В розумінні Закону України «Про публічні закупівлі» Замо́вниками є органи державної влади, органи місцевого самоврядування та органи соціального страхування, створені відповідно до закону, а також юридичні особи (підприємства, установи, організації) та їх об'єднання, які забезпечують потреби держави або територіальної громади, якщо така діяльність не здійснюється на промисловій чи комерційній основі, за наявності однієї з таких ознак:
- юридична особа є розпорядником, одержувачем бюджетних коштів;

- органи державної влади чи органи місцевого самоврядування або інші замовники володіють більшістю голосів у вищому органі управління юридичної особи;

- у статутному капіталі юридичної особи державна або комунальна частка акцій (часток, паїв) перевищує 50 відсотків.

До замовників також належать юридичні особи та/або суб'єкти господарювання, які здійснюють діяльність в окремих сферах господарювання та відповідають хоча б одній з таких ознак:
- органам державної влади, органам влади Автономної Республіки Крим, органам місцевого самоврядування належить частка у статутному капіталі суб'єкта господарювання в розмірі більше ніж 50 % або такі органи володіють більшістю голосів у вищому органі суб'єкта господарювання чи правом призначати більше половини складу виконавчого органу або наглядової ради суб'єкта господарювання

- наявність спеціальних або ексклюзивних прав.